# Canalització de fluids
El material de canalització de fluids és el conjunt d'aparells de mesura i control (AMC) i els dispositius per conduir, ajustar i assegurar el funcionament de les màquines de potència, calderes i recipients a pressió.

## Accessoris de caldera
Els accessoris de la caldera es divideixen en:
- accessoris fins, que inclouen dispositius que contribueixen al pas d'aigua i vapor,
- elements pesats, que inclouen dispositius que tenen a veure amb el gas i l'aire.

Els accessoris fins inclouen vàlvules (vàlvula principal de vapor, vàlvules de canonades), capçal de subministrament (constituït per una vàlvula de tancament i una vàlvula de retenció), accessoris de drenatge i purga (una vàlvula especial), vàlvules de seguretat, placa de segell, Placa indicadora de nivell mínim i equips de mesura i control formats per manòmetres, termòmetres i indicadors de nivell.

Els accessoris resistents inclouen amortidors d'aire, amortidors d'explosió, broquets i ulls d'observació, tanques de registre.

Accessoris antics
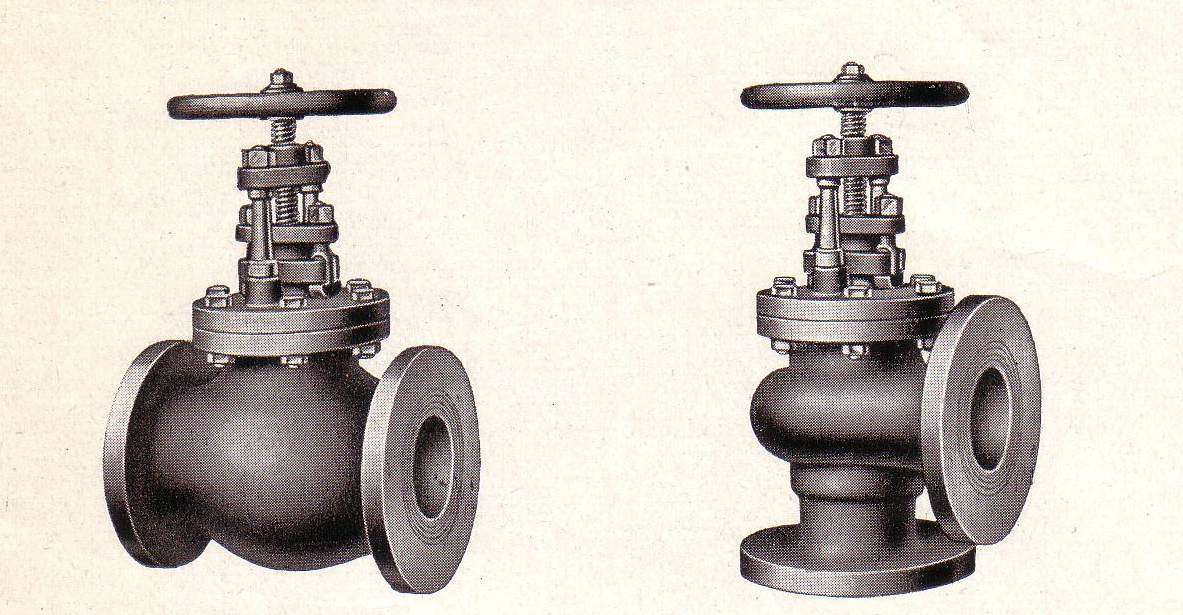
Aixetes.
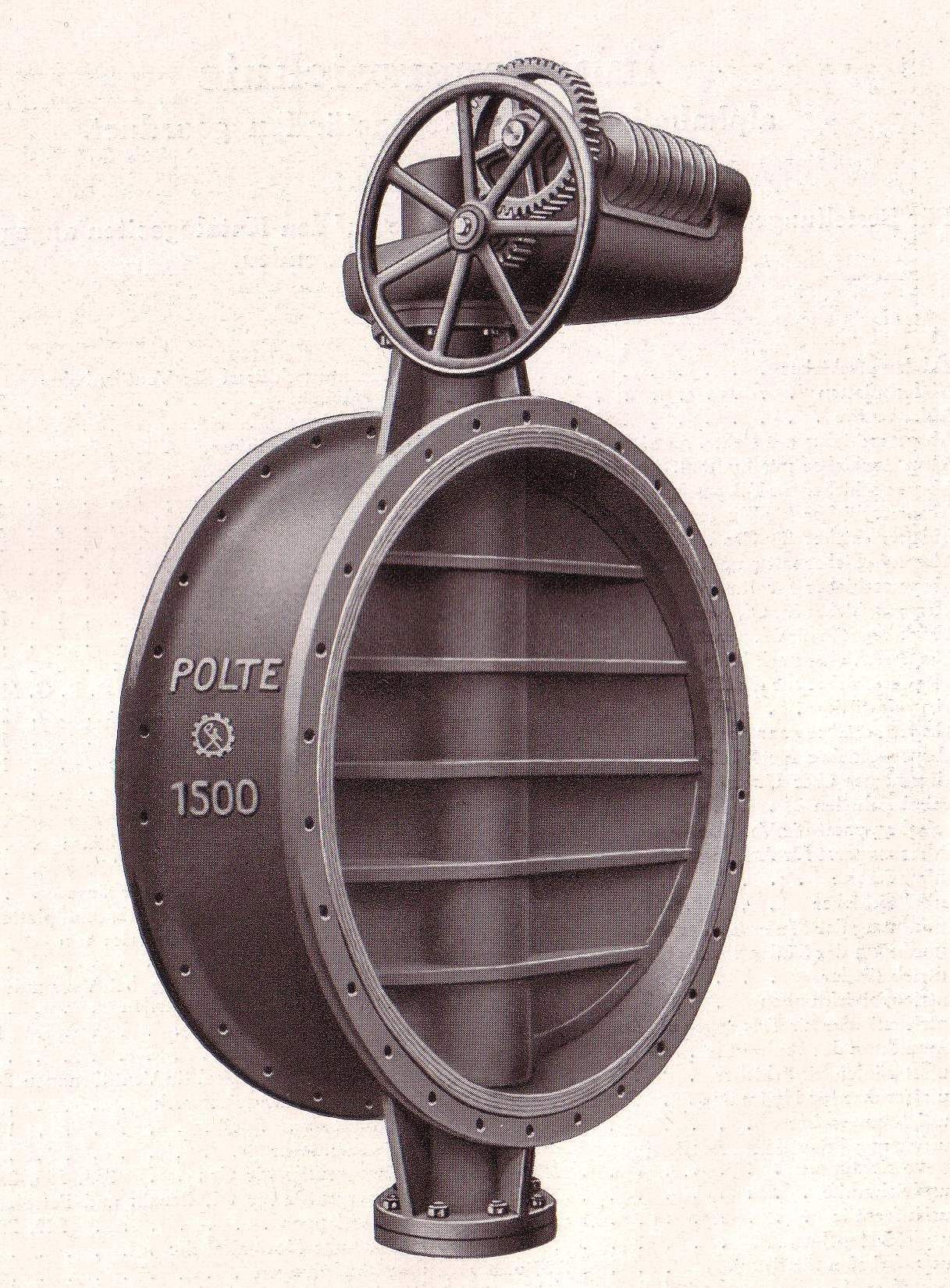
Vàlvula de turbina.
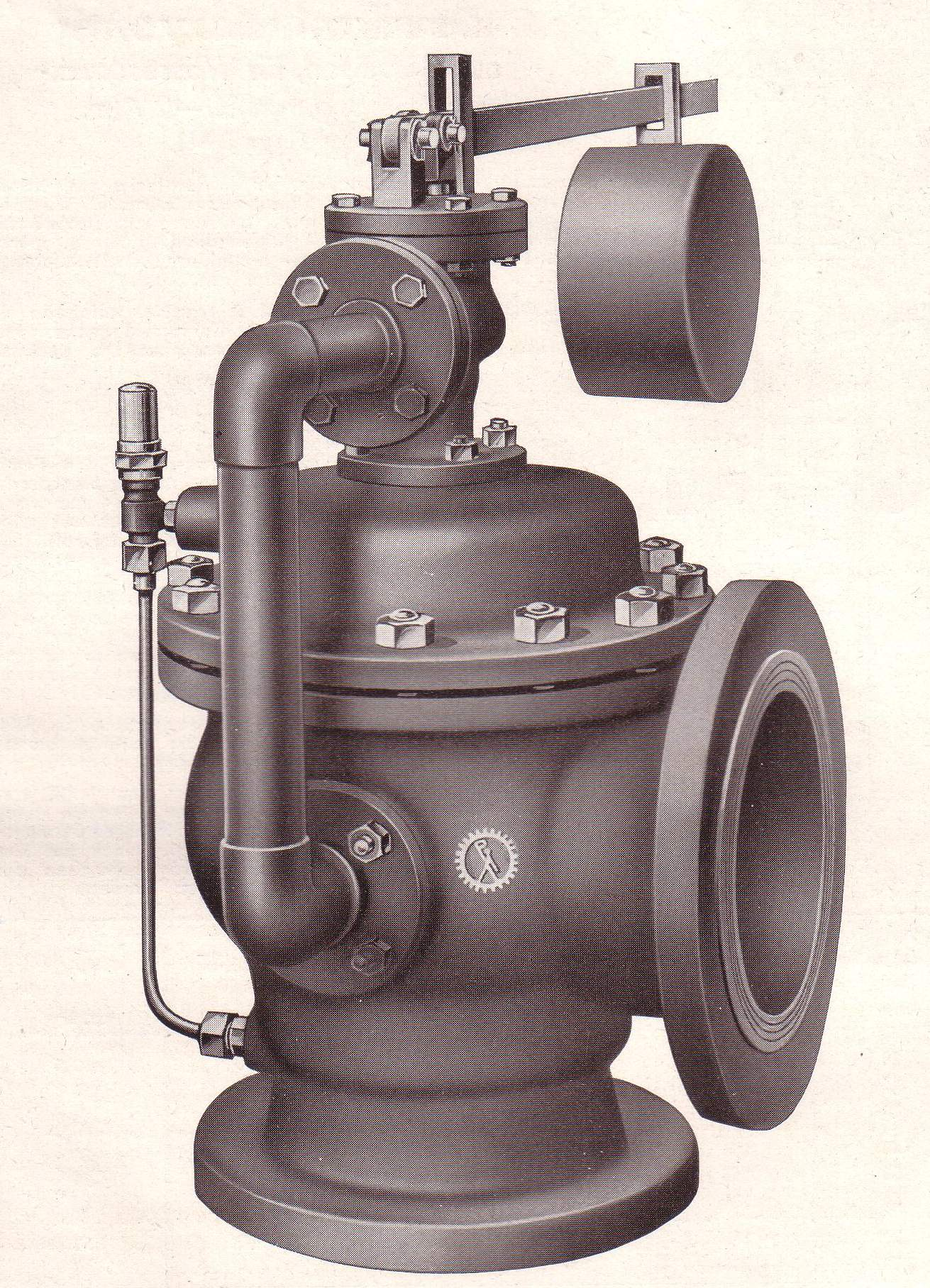
Vàlvula de seguretat.
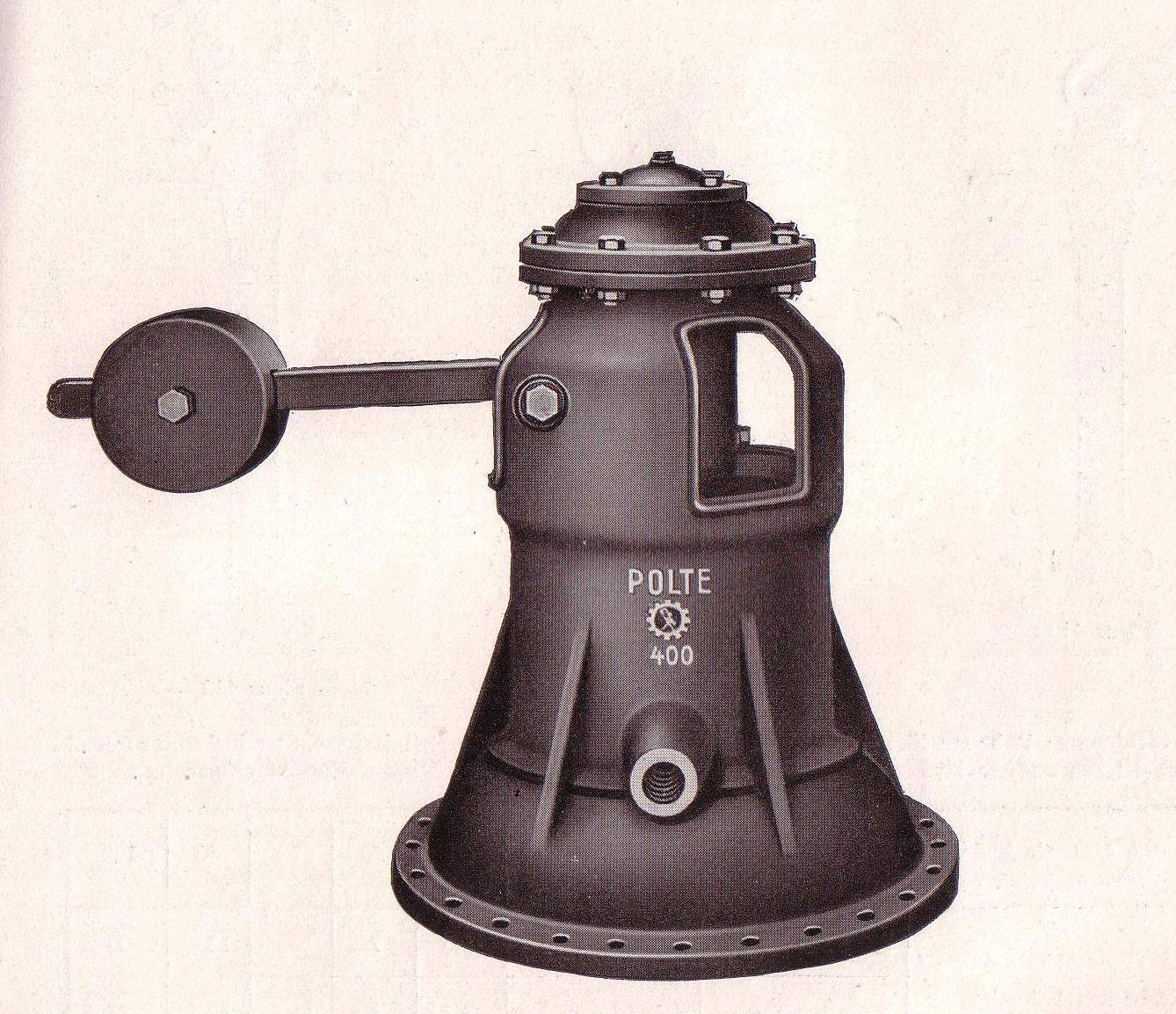
Vàlvula de ventilació.

## Locomotora de vapor
Els accessoris de la locomotora de vapor consisteixen en els accessoris fins i pesats de la caldera de la locomotora, el regulador, el xiulet, el capçal de vapor central, el capçal d'emissió, les bombes i injectores d' aigua i combustible, el ventilador, l'aspersor del tendal, el ruixador de cendres, l'aspersor de la caixa de fum, el piròmetre, la graella, la bossa de fang i el para-espurnes.